# Jourdain (Métro Paris)

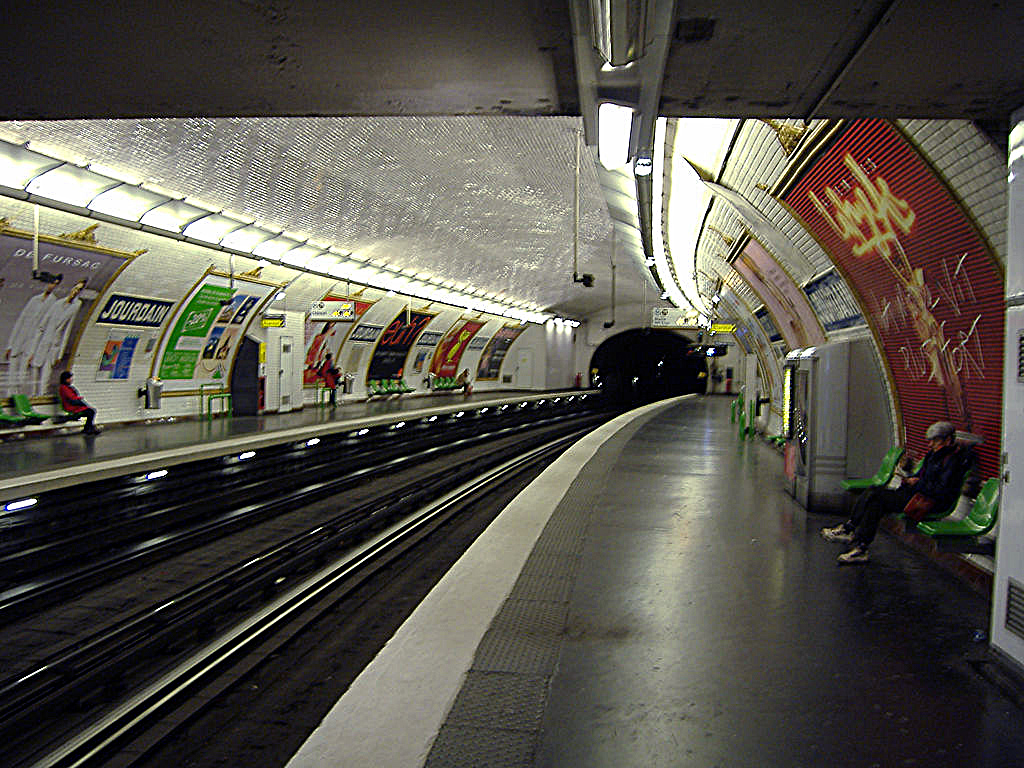
Bahnsteig Richtung Mairie des Lilas, 2005

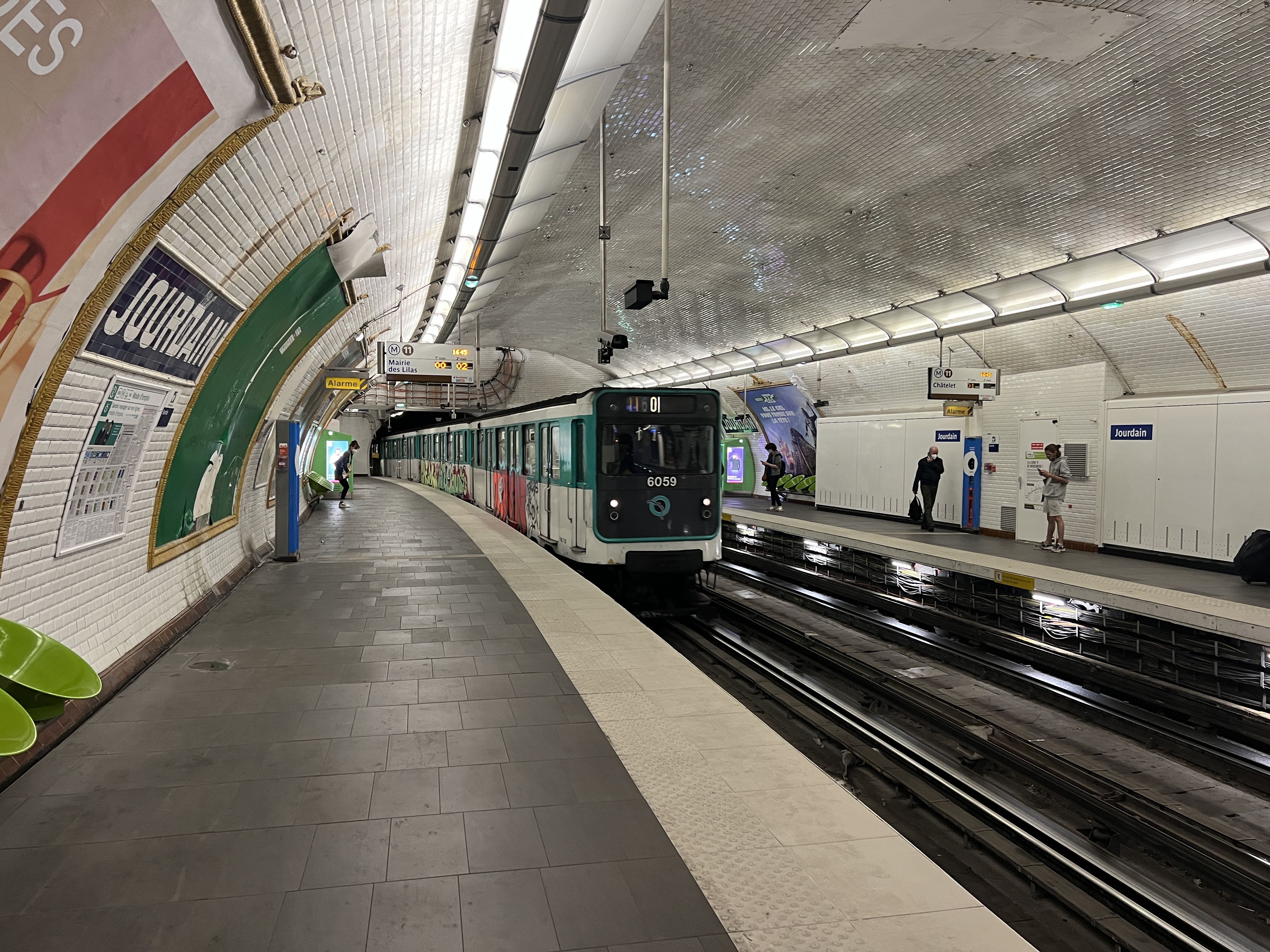
MP-59-Zug bei der Einfahrt in Richtung Mairie des Lilas

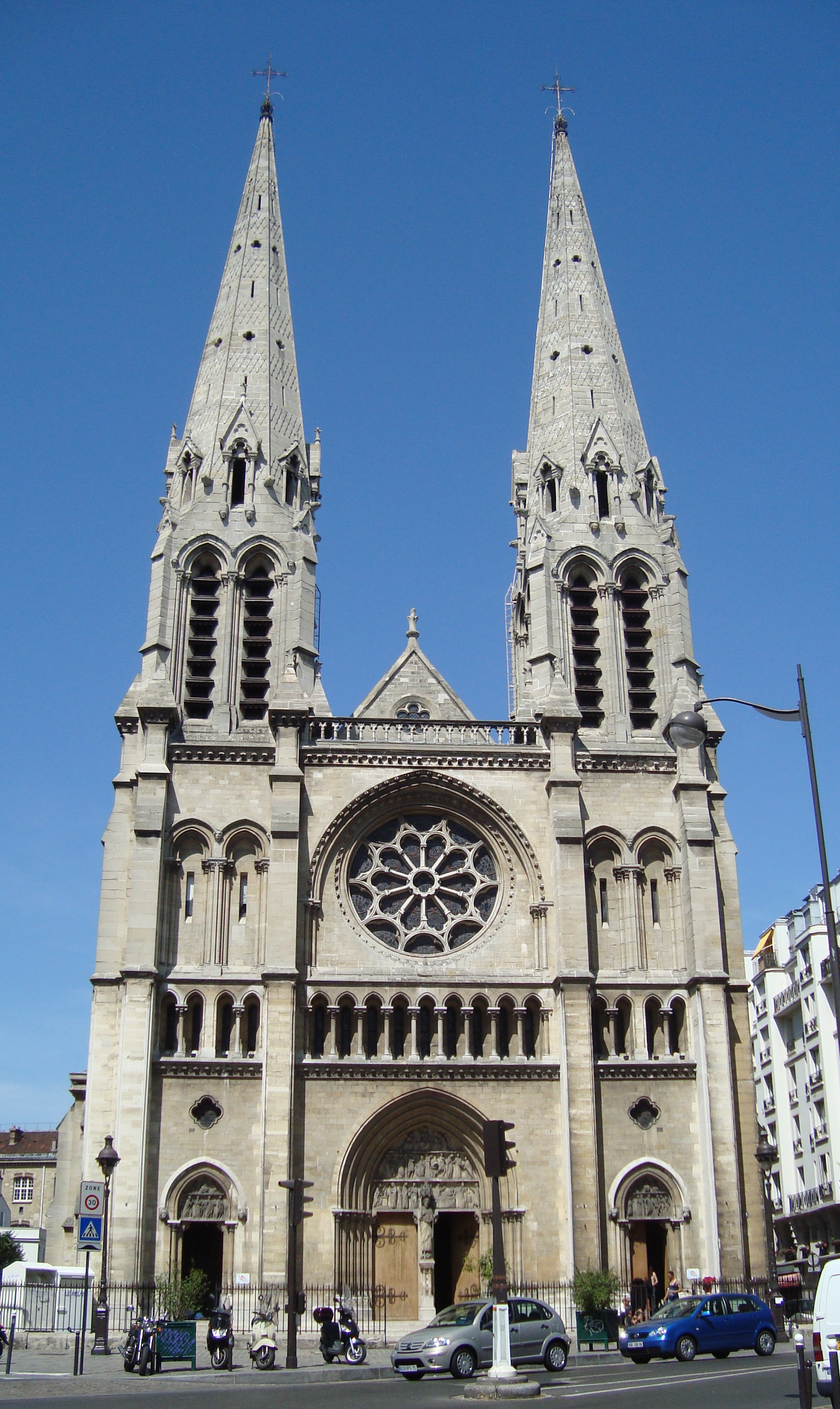
Église Saint-Jean-Baptiste de Belleville

Der U-Bahnhof Jourdain [ʒuʁdɛ̃] ist eine unterirdische Station der Linie 11 der Pariser Métro.

## Lage
Die Station befindet sich an der Grenze des Quartier d’Amérique im 19. Arrondissement mit dem Quartier de Belleville des 20. Arrondissements von Paris. Sie liegt längs unter der Rue de Belleville in Höhe des kreuzenden Straßenzugs Rue Lassus – Rue du Jourdain.

## Name
Den Namen gibt die Rue du Jourdain. Sie wurde nach dem Fluss Jordan benannt, in dessen Wasser Jesus Christus getauft worden sein soll.

## Geschichte und Beschreibung
Die Station wurde am 28. April 1935 mit der Eröffnung der Linie 11 in Betrieb genommen, die damals auf dem Abschnitt von Châtelet bis Porte des Lilas verkehrte. 1956 wurde die Linie 11 für den Betrieb mit gummibereiften Zügen umgerüstet.
Sie liegt in einer sanften Kurve, ist 75 m lang und weist zwei Seitenbahnsteige an zwei Streckengleisen auf. Der Querschnitt ist ellipsenförmig, Decke und Wände sind weiß gefliest. Die Seitenwände folgen der Krümmung der Ellipse.
Die drei Zugänge liegen sämtlich im Bereich der o. g. Kreuzung. Sie sind durch je einen von Adolphe Dervaux im Stil des Art déco entworfenen Kandelaber markiert.

## Fahrzeuge
Zunächst verkehrten auf der Linie 11 herkömmliche Züge der Bauart Sprague-Thomson. Mitte der 1950er Jahre wurde sie als erste für den Fahrgastbetrieb mit gummibereiften Fahrzeugen hergerichtet. Mit der Baureihe MP 55 kamen am 13. November 1956 erstmals solche zum Einsatz. Im Januar 1999 wurden sie durch die Baureihe MP 59 ersetzt, seit 2009 verkehren zudem Züge des Typs MP 73. Anfang Juni 2023 begann die schrittweise Umstellung der Linie 11 auf Fünf-Wagen-Züge der Baureihe MP 14.

## Umgebung
- Église Saint-Jean-Baptiste de Belleville